# Santi Angeli Custodi
Santi Angeli Custodi är en kyrkobyggnad och titeldiakonia i Rom, helgad åt de heliga skyddsänglarna. Kyrkan är belägen vid Piazza Sempione i quartiere Monte Sacro och tillhör församlingen Santi Angeli Custodi.
Kyrkan förestås av Chierici regolari minori, benämnda Caracciolini, vilka är uppkallade efter den helige Francesco Caracciolo.
Santi Angeli Custodi fick sitt namn till minne av kyrkan Sant'Angelo Custode.

## Historia
Kyrkan uppfördes åren 1922–1925 i nybarock efter ritningar av arkitekten Gustavo Giovannoni. Den första stenen lades den 22 november 1922 av kardinal Basilio Pompili och kyrkan konsekrerades den 8 december 1925 av ärkebiskop Tito Trocchi.

## Exteriören
Fasaden föregås av en monumental trappa. Ingångsportalen har ett propylon i travertin. Detta har två kolonner i kompositordning, vilka bär upp ett triangulärt pediment med ett baldakintak. Ovanför portalen sitter ett ovanligt, månghörnigt fönster. Kragstenar bär upp dedikationsinskriptionen: ANGELIS CVSTODIBVS. Fasadens sidopartier är konkava och kröns av obelisker. Fasadens storform kröns av ett kraftigt profilerat triangulärt pediment med ett kors och tvenne lampställ med flammor.
Kupolexteriören har åtta adikulor med tak. Lanterninen är utformad som ett rundtempel.

## Interiören
Kupolinteriören är freskmålad av Aronne del Vecchio och framställer Den heliga Treenigheten och Jungfru Maria med ärkeänglarna i Paradiset. I kupolens pendentiv avbildas de fyra evangelisterna. Högaltarmålningen utgörs av en kopia av Guercinos Ärkeängeln Mikael.
Den enskeppiga interiören har fyra sidokapell, två på var sida. De är invigda åt Den korsfäste Kristus, Det allraheligaste Sakramentet, Barmhärtighetens Madonna respektive Den helige Francesco Caracciolo.

## Diakonia
Città Giardino

Città Giardino syftar på den trädgårdsstad som under 1920-, 1930- och 1940-talen anlades i quartiere Monte Sacro. Den projekterades av arkitekten Gustavo Giovannoni och förverkligades av arkitekten Alberto Calza Bini och politikern Filippo Cremonesi.
Kyrkan stiftades som diakonia med titeln Santi Angeli Custodi a Città Giardino av påve Paulus VI år 1965.
Kardinaldiakoner
- Alfredo Pacini, titulus pro illa vice: 29 juni 1967 – 23 december 1967
- Sebastiano Baggio: 1969–1973
  - Vakant: 1973–2001
- Agostino Cacciavillan: 2001–2011; titulus pro hac vice: 2011–2022
- Angelo Acerbi: 2024–